# Rue Émile Wittmann
Pour les articles homonymes, voir Émile et Wittmann.
La rue Émile Wittmann (en néerlandais : Émile Wittmannstraat) est une rue bruxelloise de la commune de Schaerbeek qui va de la rue Auguste Lambiotte à l'avenue Rogier. Elle est dans le prolongement de la rue Jacques Jansen et dans le prolongement de la rue des Chardons.
La rue porte le nom du conseiller communal (1885-1895, 1900-1907) schaerbeekois, Émile Wittmann, né à Bruxelles le 2 octobre 1836 et décédé à Schaerbeek le 15 mars 1911.

## Adresses notables
- no 23 : Cabot & Co, troupe de théâtre